# Rue Pierre-Cazeneuve
La rue Pierre-Cazeneuve (en occitan : carrièra Pèire Casanova) est une voie publique de Toulouse, chef-lieu de la région Occitanie, dans le Midi de la France. Elle se trouve à l'est du quartier des Minimes, dans le secteur 3 - Nord, et marque sur une partie de son parcours la limite avec le quartier Bonnefoy, dans le secteur 4 - Est.

## Situation et accès

### Description
Dans sa première partie, entre le boulevard des Minimes et l'avenue François-Collignon, la chaussée compte une seule voie de circulation automobile en sens unique, mais est en double-sens cyclable, quoiqu'il n'existe ni bande, ni piste cyclable. Dans sa deuxième partie, entre l'avenue François-Collignon et le boulevard Pierre-et-Marie-Curie, la chaussée compte une voie de circulation automobile dans chaque sens. Elle est de plus longée par une piste cyclable à double-sens. Enfin, dans sa troisième partie, entre le boulevard Pierre-et-Marie-Curie et la rue Marie-Claire-de-Catellan, la chaussée compte une seule voie de circulation automobile en sens unique. Elle est encore longée par une piste cyclable à double-sens.

### Voies rencontrées
La rue Pierre-Cazeneuve rencontre les voies suivantes, dans l'ordre des numéros croissants (« g » indique que la rue se situe à gauche, « d » à droite) :
1. Boulevard des Minimes
2. Rue de Tananarive (g)
3. Rue Noriac (d)
4. Rue de la Passerelle (d)
5. Rue Salvy (g)
6. Rue de Belleville (g)
7. Rue d'Aquitaine (g)
8. Avenue François-Collignon (d)
9. Rue de Tunis (g)
10. Chemin du Raisin (d)
11. Chemin Linières (g)
12. Rue Taine (g)
13. Boulevard Pierre-et-Marie-Curie (g)
14. Chemin Cordeau (g)
15. Rue Marie-Claire-de-Catellan

## Odonymie
La rue porte le nom de Pierre de Cazeneuve (1591-1652), grammairien, philologue et historien toulousain. Il fut chanoine de la cathédrale Saint-Étienne. La rue Pierre-Cazeneuve ne doit pas être confondue avec la rue du Commandeur-Marius-Cazeneuve, dans le quartier de Saint-Agne.

## Patrimoine et lieux d'intérêt

### Cités cheminotes
- no  83-91 : cité Gruney.
La cité Gruney est construite entre 1951 et 1954 pour le compte de la Société immobilière des chemins de fer (SICF). Elle est désormais gérée par ICF Habitat Atlantique, entreprise sociale pour l'habitat, filiale de la Société nationale des chemins de fer (SNCF). La cité se compose de cinq bâtiments (A, B, C, D et E), pour un ensemble de 42 logements de quatre pièces. Les bâtiments sont disposés sur une parcelle de 8 600 m2 qui fait face à la gare de Raynal, entre la rue Pierre-Cazeneuve et le chemin des Linières (actuel no 64)[3]. La cité bénéficie d'une rénovation entre 2008 et 2009.

- no  131-169 : cité des Chemins de fer du Midi.
En 1913, la Compagnie des chemins de fer du Midi fait construire une cité constituée de vingt maisons pour ses employés, sur une parcelle de 2 800 m2 à l'angle du boulevard Pierre-et-Marie-Curie. Elle est désormais gérée par ICF Habitat Atlantique, entreprise sociale pour l'habitat, filiale de la Société nationale des chemins de fer (SNCF). 
La cité forme un ensemble d'une grande cohérence architecturale. Chaque maison est bâtie en pierre de taille, dans un appareillage soigné. Elle s'élève sur deux niveaux et compte deux travées. Les ouvertures sont segmentaires au rez-de-chaussée, rectangulaires à l'étage. Au rez-de-chaussée, la porte est encadrée par son numéro et un ornement en terre cuite figurant des fleurs, des fruits ou des végétaux. La fenêtre latérale possède un garde-corps en fer forgé aux motifs géométriques[4]. La cité bénéficie d'une rénovation entre 2021 et 2022.

### Immeubles et maisons
- no  1-9 : résidence des Violettes.
La résidence des Violettes, achevée en  1964, est l'un des immeubles de grande hauteur les plus élevés de la ville, avec 17 étages, pour un total de 54 mètres. Elle se dresse à l'angle du boulevard des Minimes (actuels no 46)[5].

- no  2-6: résidence Galaxie. 
La résidence Galaxie est construite entre 1969 et 1974 sur les plans de l'architecte Jacques Cartery. Il utilise une vaste parcelle entre le boulevard des Minimes (actuels no 40-44), la rue de la Passerelle et la rue Pierre-Cazeneuve qui était occupée par la compagnie générale des produits Dubonnet, Cinzano et Byrrh (C.D.C.B.). Les façades alternent le béton clair et la brique. Elles sont animées par le jeu de redents verticaux qui brise les lignes horizontales. Les logements disposent de balcons et de loggias. Le bâtiment le plus élevé se distingue par l'aménagement d'un jardin suspendu au 9e étage, qui se prolonge sur le toit-terrasse du bâtiment voisin[6].

- no  13 : maison (premier quart du XXe siècle)[7].
- no  22 : maison (premier quart du XXe siècle)[8].
- no  31 : maison (deuxième quart du XXe siècle)[9].
- no  53 : maison (1913-1915)[10].

- no  64 : ferme.
La ferme, construite à la fin du XIXe siècle, est bâtie en brique. Elle s'élève perpendiculairement à la rue Pierre-Cazeneuve, la façade principale orientée au sud-ouest. Celle-ci se développe sur deux niveaux, séparés par un cordon. Le corps de logis, à droite, compte dix travées, percées régulièrement de fenêtres rectangulaires. Les anciennes parties agricoles, à gauche, étaient ouvertes par de grandes arcades segmentaires. Le niveau de comble à surcroît est percé d'étroites fenêtres rectangulaires en forme de lancettes – certaines ont été agrandies dans les années 1950. L'élévation est couronnée par une corniche moulurée[11].

- no  69-71 : immeuble[12].
- no  117 : maison toulousaine (1925)[13].